# Isochilus pitalensis
Isochilus pitalensis là một loài thực vật có hoa trong họ Lan. Loài này được Hamer & Garay mô tả khoa học đầu tiên năm 1981.